# Liste der Monuments historiques in Corbeil-Cerf
Die Liste der Monuments historiques in Corbeil-Cerf führt die Monuments historiques in der französischen Gemeinde Corbeil-Cerf auf.

## Liste der Bauwerke
| Bezeichnung         | Beschreibung                  | Standort | Kennzeichnung | Schutzstatus | Datum | Bild           |
| ------------------- | ----------------------------- | -------- | ------------- | ------------ | ----- | -------------- |
| Schloss             | Erbaut im 16./17. Jahrhundert | (Lage)   | PA00114642    | Classé       | 1966  | weitere Bilder |
| Kirche Ste-Honorine | Erbaut ab dem 13. Jahrhundert | (Lage)   | PA00114530    | Inscrit      | 1966  | weitere Bilder |

## Liste der Objekte
| Bezeichnung | Beschreibung        | Standort                          | Kennzeichnung | Schutzstatus | Datum | Bild |
| ----------- | ------------------- | --------------------------------- | ------------- | ------------ | ----- | ---- |
| Kanzel      | Schmiedeeisen, 1734 | in der Kirche Ste-Honorine (Lage) | PM60003475    | Classé       | 2009  |      |